# ピハ・レスキュー
『ピハ・レスキュー』（英: Piha Rescue）は、ニュージーランドで制作されているリアリティ番組である。TVNZの地上波チャンネル「TV One」で放送されているほか、外国にも輸出されている。

## 概要
ピハとは、オークランド西郊にあり、岩に富み、大変入り組んだ地形から波が高くなる傾向にある海岸として知られている。そこを拠点とするライフセービングチームの活動をドキュメンタリー形式で伝える番組である。2001年に撮影を開始し、2002年12月に当時は『ピハ・パトロール』という題名で放送開始、以降2013年現在第9シーズンが放送されている。番組は『サーフ・レスキュー』などの番組名で外国にも輸出され放送されている。